# Camponotus horseshoetus
Camponotus horseshoetus é uma espécie de inseto do gênero Camponotus, pertencente à família Formicidae.